# Мазунинское (сельское поселение, Удмуртия)
Мазунинское — упразднённое муниципальное образование со статусом сельского поселения в Сарапульском районе Удмуртии Российской Федерации.
Административный центр — село Мазунино.
25 июня 2021 года упраздняется в связи с преобразованием муниципального района в муниципальный округ.

## История
Статус и границы сельского поселения установлены Законом Удмуртской Республики от 15.06.2005 № 39-РЗ «Об установлении границ муниципальных образований и наделении соответствующим статусом муниципальных образований на территории Сарапульского района Удмуртской Республики».

## Население
| 2010 | 2012 | 2013 | 2014 | 2015 | 2016 | 2017 |
| ---- | ---- | ---- | ---- | ---- | ---- | ---- |
| 949  | ↗952 | ↘948 | ↘937 | ↘903 | ↘894 | ↘893 |
| 2018 | 2019 | 2020 |      |      |      |      |
| ↘876 | ↘853 | ↘838 |      |      |      |      |

## Состав сельского поселения
| № | Населённый пункт | Тип населённого пункта       | Население |
| - | ---------------- | ---------------------------- | --------- |
| 1 | Мазунино         | село, административный центр | ↘910      |
| 2 | Межная           | деревня                      | ↗42       |